# Nancy Kissinger
Nancy Sharon Kissinger (née le 13 avril 1934 sous le nom Nancy Maginnes) est une philanthrope américaine et l'épouse de l'ancien secrétaire d'État des États-Unis, Henry Kissinger. Le couple s'est marié le 30 mars 1974, à Arlington (Virginie, États-Unis).

## Biographie
Nancy Maginess naît à Manhattan (New York, États-Unis) et grandit à White Plains (État de New York). Ses parents sont Agnès (née McKinley) et Albert Bristol Maginnes.
Elle assiste le gouverneur de New York Nelson Rockefeller, recevant une recommandation de son futur mari en 1964 pour ses travaux. Lors de son premier emploi, elle assiste le professeur Kissinger au sein de la Rockefeller task force. Elle continue à travailler pour Rockefeller au Rockefeller Brothers Fund après la dissolution de la task force. Elle devient ensuite la directrice des études internationales de la Commission Rockefeller.